# Vellore
Vellore (en tamil: வேலூர் ) es una localidad de la India capital del distrito de Vellore, estado de Tamil Nadu.

## Geografía
Se encuentra a una altitud de 216 m.s.m. a 125 km de la capital estatal, Chennai, en la zona horaria UTC +5:30.

## Demografía
Según estimación 2010 contaba con una población de 174 700 habitantes.